# José Messias do Carmo
José Messias do Carmo (Caruaru, 31 de agosto de 1899 – 4 de fevereiro de 1981) foi um médico brasileiro.
Graduado em farmácia pela Escola de Medicina e Cirurgia do Rio de Janeiro em 1927 e em medicina pela Faculdade de Medicina do Rio de Janeiro em 1930. Foi eleito membro da Academia Nacional de Medicina em 1961, sucedendo Virgílio Lucas na Cadeira 100, que tem Ezequiel Corrêa dos Santos como patrono.